# Dalešice (Bítouchov)
Dalešice je malá vesnice v okrese Mladá Boleslav, je součástí obce Bítouchov. Nachází se 2,5 kilometru jihovýchodně od Bítouchova. Vesnicí protéká řeka Jizera.

## Historie
První písemná zmínka o vesnici pochází z roku 1465.
V letech 1900–1921 k vesnici patřilo Podhradí.

## Pamětihodnosti
- Kaple Panny Marie se zvonicí

## Galerie

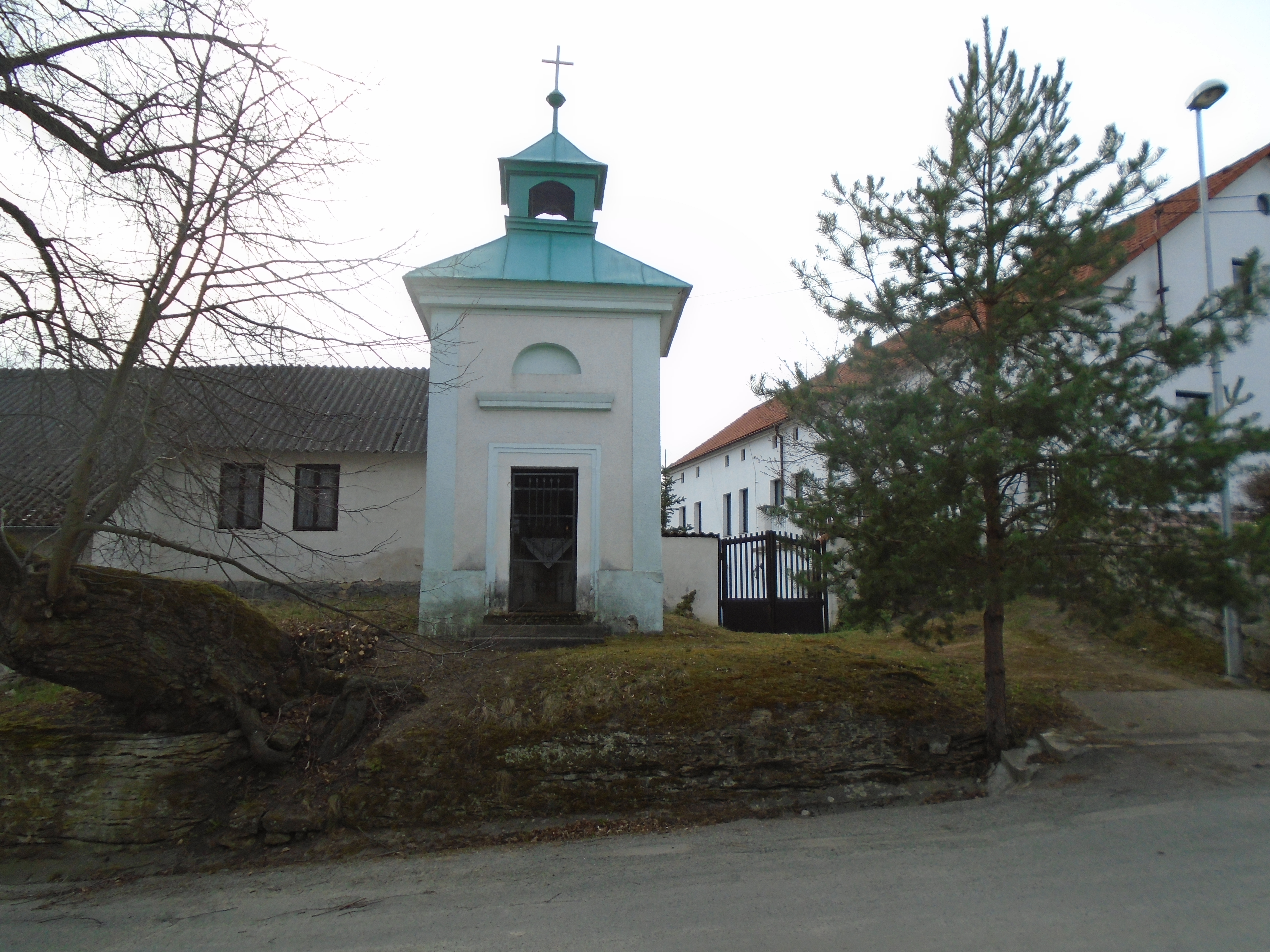
Kaple Panny Marie
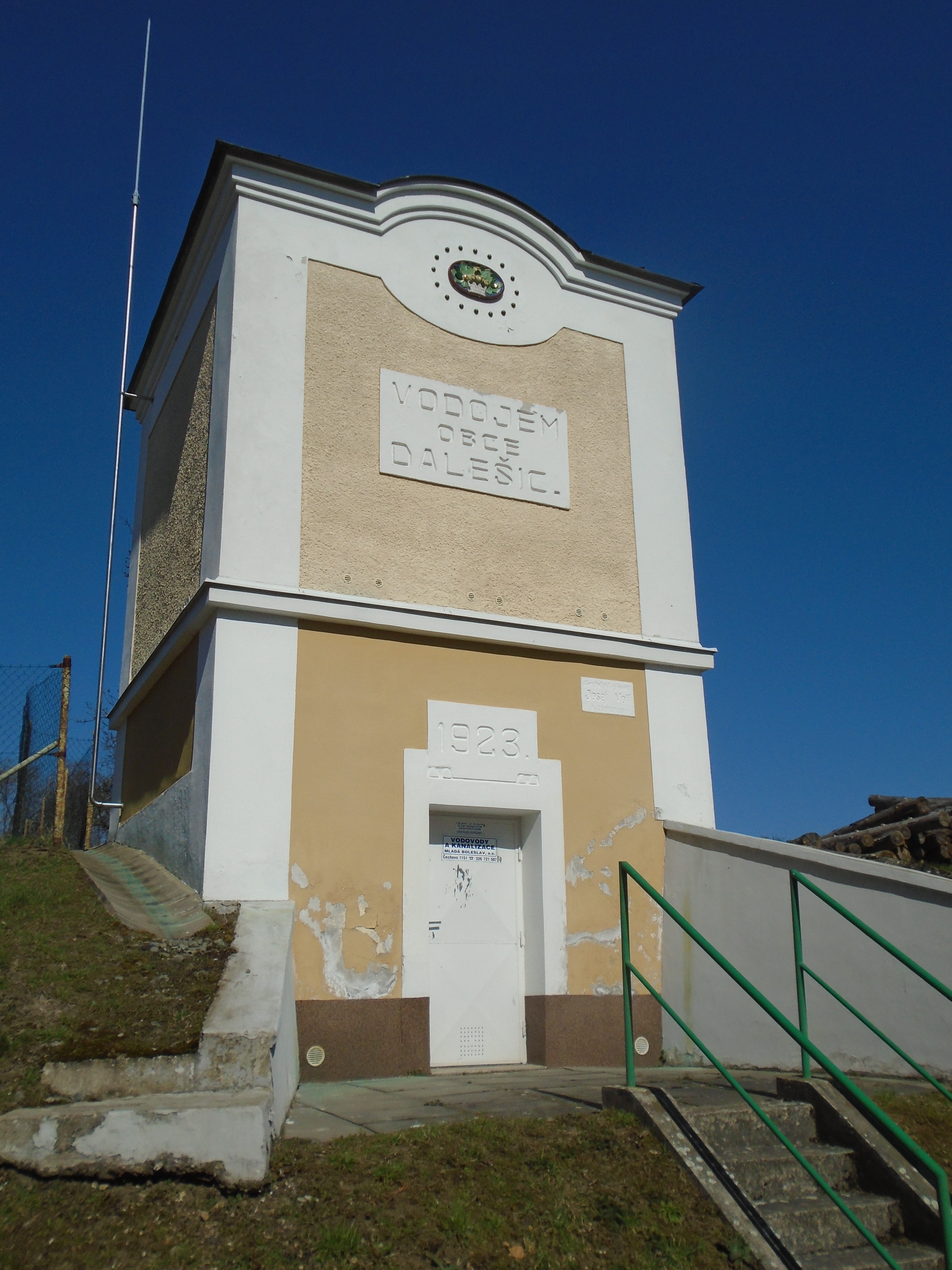
Vodojem